# ドラゴンサミット
ドラゴンサミットとは「龍」・「竜」の字を自治体名に含む日本全国の15市町村による交流事業である。
1988年に当時の秋田県八竜町（現三種町）の呼びかけで発足し、同年10月に第1回サミットが開催された。以降は毎年度に1回開催されてきたが、平成の大合併による構成自治体の廃止状況を踏まえ、2005年の第17回サミット以降は開催を決めず、サミット自体を存続するか否かについて検討していくこととなった。

## 開催地一覧
1. 1988年10月：八竜町（はちりゅうまち、秋田県山本郡、現三種町）
2. 1989年10月：龍ケ崎市（りゅうがさきし、茨城県）
3. 1990年11月：龍ヶ岳町（りゅうがたけまち、熊本県天草郡、現上天草市）
4. 1991年7月：北竜町（ほくりゅうちょう、北海道雨竜郡）
5. 1992年10月：竜洋町（りゅうようちょう、静岡県磐田郡、現磐田市）
6. 1993年10月：竜王町（りゅうおうちょう、滋賀県蒲生郡）
7. 1994年11月：龍神村（りゅうじんむら、和歌山県日高郡、現田辺市）
8. 1996年2月：龍郷町（たつごうちょう、鹿児島県大島郡）
9. 1996年9月：竜王町（りゅうおうちょう、山梨県中巨摩郡、現甲斐市）
10. 1997年10月：天竜市（てんりゅうし、静岡県、現浜松市天竜区）
11. 1998年7月：雨竜町（うりゅうちょう、北海道雨竜郡）
12. 1999年8月：竜北町（りゅうほくまち、熊本県八代郡、現氷川町）
13. 2000年9月：天龍村（てんりゅうむら、長野県下伊那郡）
14. 2001年10月：龍山村（たつやまむら、静岡県磐田郡、現浜松市天竜区）
15. 2002年10月：龍野市（たつのし、兵庫県、現たつの市）
16. 2003年9月：竜王町（滋賀県）
17. 2004年7月：龍ケ崎市（茨城県）